# Seznam premiérů Austrálie
Toto je seznam předsedů vlád Austrálie od vzniku této funkce v roce 1901:
| Pořadí | Portrét | Jméno (Narození–Úmrtí)      | Nástup do funkce   | Odchod z funkce    | Délka mandátu   | Politická strana                                         |
| ------ | ------- | --------------------------- | ------------------ | ------------------ | --------------- | -------------------------------------------------------- |
| 1      |         | Edmund Barton (1849–1920)   | 1. ledna 1901      | 24. září 1903      | 2 roky, 266 dní | Protekcionistická strana                                 |
| 2      |         | Alfred Deakin (1856–1919)   | 24. září 1903      | 27. dubna 1904     | 216 dní         | Protekcionistická strana                                 |
| 3      |         | Chris Watson (1867–1941)    | 27. dubna 1904     | 18. srpna 1904     | 113 dní         | Strana práce                                             |
| 4      |         | George Reid (1845–1918)     | 18. srpna 1904     | 5. července 1905   | 321 dní         | Strana volného obchodu                                   |
| (2)    |         | Alfred Deakin (1856–1919)   | 5. července 1905   | 13. listopadu 1908 | 3 roky, 131 dní | Protekcionistická strana                                 |
| 5      |         | Andrew Fisher (1862–1928)   | 13. listopadu 1908 | 2. června 1909     | 201 dní         | Strana práce                                             |
| (2)    |         | Alfred Deakin (1856–1919)   | 2. června 1909     | 29. dubna 1910     | 331 dní         | Liberální strana (1909)                                  |
| (5)    |         | Andrew Fisher (1862–1928)   | 29. dubna 1910     | 24. června 1913    | 3 roky, 56 dní  | Strana práce                                             |
| 6      |         | Joseph Cook (1860–1947)     | 24. června 1913    | 17. září 1914      | 1 rok, 85 dní   | Liberální strana (1909)                                  |
| (5)    |         | Andrew Fisher (1862–1928)   | 17. září 1914      | 27. října 1915     | 1 rok, 40 dní   | Strana práce                                             |
| 7      |         | Billy Hughes (1862–1952)    | 27. října 1915     | 9. února 1923      | 7 let, 105 dní  | Strana práce Národní strana práce Nacionalistická strana |
| 8      |         | Stanley Bruce (1883–1967)   | 9. února 1923      | 22. října 1929     | 6 let, 255 dní  | Nacionalistická strana                                   |
| 9      |         | James Scullin (1876–1953)   | 22. října 1929     | 6. ledna 1932      | 2 roky, 76 dní  | Strana práce                                             |
| 10     |         | Joseph Lyons (1879–1939)    | 6. ledna 1932      | 7. dubna 1939      | 7 let, 91 dní   | United Australia                                         |
| 11     |         | Earle Page (1880–1961)      | 7. dubna 1939      | 26. dubna 1939     | 19 dní          | Národní strana                                           |
| 12     |         | Robert Menzies (1894–1978)  | 26. dubna 1939     | 29. srpna 1941     | 2 roky, 125 dní | United Australia                                         |
| 13     |         | Arthur Fadden (1894–1973)   | 29. srpna 1941     | 7. října 1941      | 39 dní          | Národní strana                                           |
| 14     |         | John Curtin (1885–1945)     | 7. října 1941      | 5. července 1945   | 3 roky, 271 dní | Strana práce                                             |
| 15     |         | Frank Forde (1890–1983)     | 5. července 1945   | 13. července 1945  | 7 dní           | Strana práce                                             |
| 16     |         | Ben Chifley (1885–1951)     | 13. července 1945  | 19. prosince 1949  | 4 roky, 159 dní | Strana práce                                             |
| (12)   |         | Robert Menzies (1894–1978)  | 19. prosince 1949  | 26. ledna 1966     | 26 let, 38 dní  | Liberální strana                                         |
| 17     |         | Harold Holt (1908–1967)     | 26. ledna 1966     | 17. prosince 1967  | 1 rok, 327 dní  | Liberální strana                                         |
| 18     |         | John McEwen (1900–1980)     | 17. prosince 1967  | 10. ledna 1968     | 22 dní          | Národní strana                                           |
| 19     |         | John Gorton (1911–2002)     | 10. ledna 1968     | 10. března 1971    | 3 roky, 59 dní  | Liberální strana                                         |
| 20     |         | William McMahon (1908–1988) | 10. března 1971    | 5. prosince 1972   | 1 rok, 270 dní  | Liberální strana                                         |
| 21     |         | Gough Whitlam (1916–2014)   | 5. prosince 1972   | 11. listopadu 1975 | 2 roky, 341 dní | Strana práce                                             |
| 22     |         | Malcolm Fraser (1930–2015)  | 11. listopadu 1975 | 11. března 1983    | 7 let, 120 dní  | Liberální strana                                         |
| 23     |         | Bob Hawke (1929–2019)       | 11. března 1983    | 20. prosince 1991  | 8 let, 284 dní  | Strana práce                                             |
| 24     |         | Paul Keating (*1944)        | 20. prosince 1991  | 11. března 1996    | 4 roky, 82 dní  | Strana práce                                             |
| 25     |         | John Howard (* 1939)        | 11. března 1996    | 3. prosince 2007   | 11 let, 267 dní | Liberální strana                                         |
| 26     |         | Kevin Rudd (* 1957)         | 3. prosince 2007   | 24. června 2010    | 2 roky, 203 dní | Strana práce                                             |
| 27     |         | Julia Gillardová (* 1961)   | 24. června 2010    | 27. června 2013    | 3 roky, 3 dní   | Strana práce                                             |
| (26)   |         | Kevin Rudd (* 1957)         | 27. června 2013    | 18. září 2013      | 83 dní          | Strana práce                                             |
| 28     |         | Tony Abbott (* 1957)        | 18. září 2013      | 15. září 2015      | 1 rok, 362 dní  | Liberální strana                                         |
| 29     |         | Malcolm Turnbull (* 1954)   | 15. září 2015      | 24. srpna 2018     | 2 roky, 343 dní | Liberální strana                                         |
| 30     |         | Scott Morrison (* 1968)     | 24. srpna 2018     | 23. května 2022    | 3 roky, 272 dní | Liberální strana                                         |
| 31     |         | Anthony Albanese (* 1963)   | 23. května 2022    |                    |                 | Strana práce                                             |